# Nago

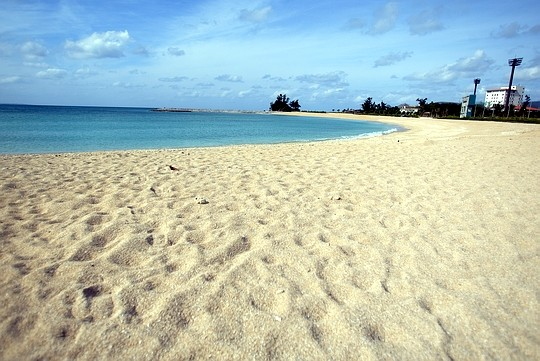
Strand

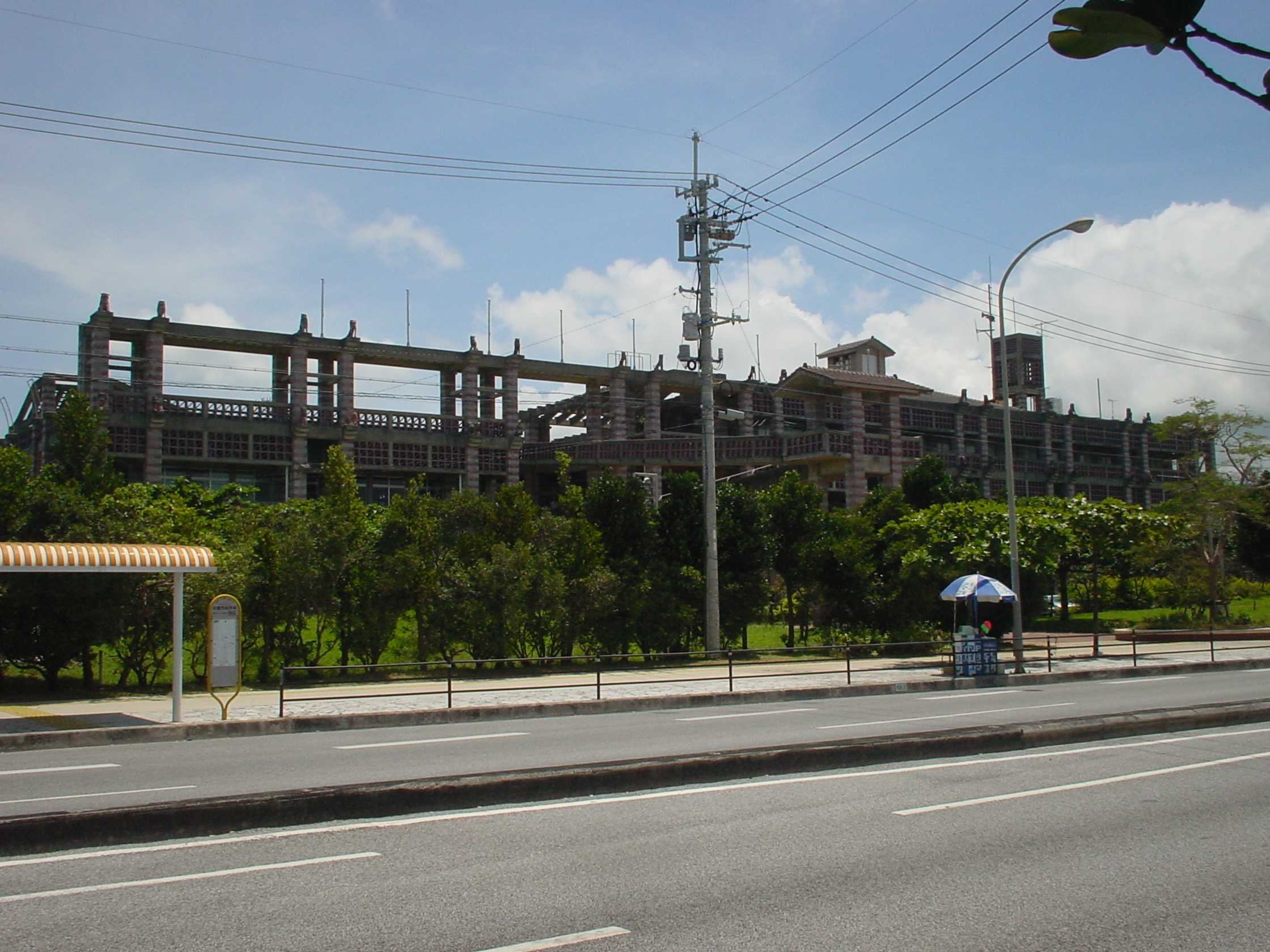
Rathaus von Nago

Nago (japanisch 名護市, -shi) ist eine Stadt auf Okinawa Hontō in der Präfektur Okinawa, Japan.

## Geschichte
Die Stadt Nago wurde am 1. August 1970 aus den ehemaligen Gemeinden Nago, Haji, Yabe, Yagaji und Hisashi gegründet.
Vom 21. bis 23. Juli 2000 fand hier der 26. G8-Gipfel statt.

## Sehenswürdigkeiten
Nahe beim Stadtzentrum, dort wo im 15. Jahrhundert die Burg Nago stand, befindet sich der weitläufige "Nago Castle Park" (jap. 名護城公園). Mit seinen vielen Kirschbäumen ist er ein beliebter Ort, um die Kirschblüte zu bewundern (Hanami), die auf Okinawa schon Ende Januar beginnen kann.

## Verkehr
- Straße:
  - Okinawa-Autobahn
  - Nationalstraßen 58, 329, 331, 449, 505

## Söhne und Töchter der Stadt
- Tokuda Kyūichi (1894–1953), kommunistischer Politiker
- Miyagi Yotoku (1903–1943), kommunistischer Politiker
- Meisa Kuroki (* 1988), Schauspielerin, Model und Sängerin
- Yūsuke Higa (* 1989), Fußballspieler